# 天通苑南駅
天通苑南駅（てんつうえんみなみえき）は中華人民共和国北京市昌平区に位置する北京地下鉄5号線の駅である。

## 歴史
- 2007年10月7日 - 開業。

## 駅構造

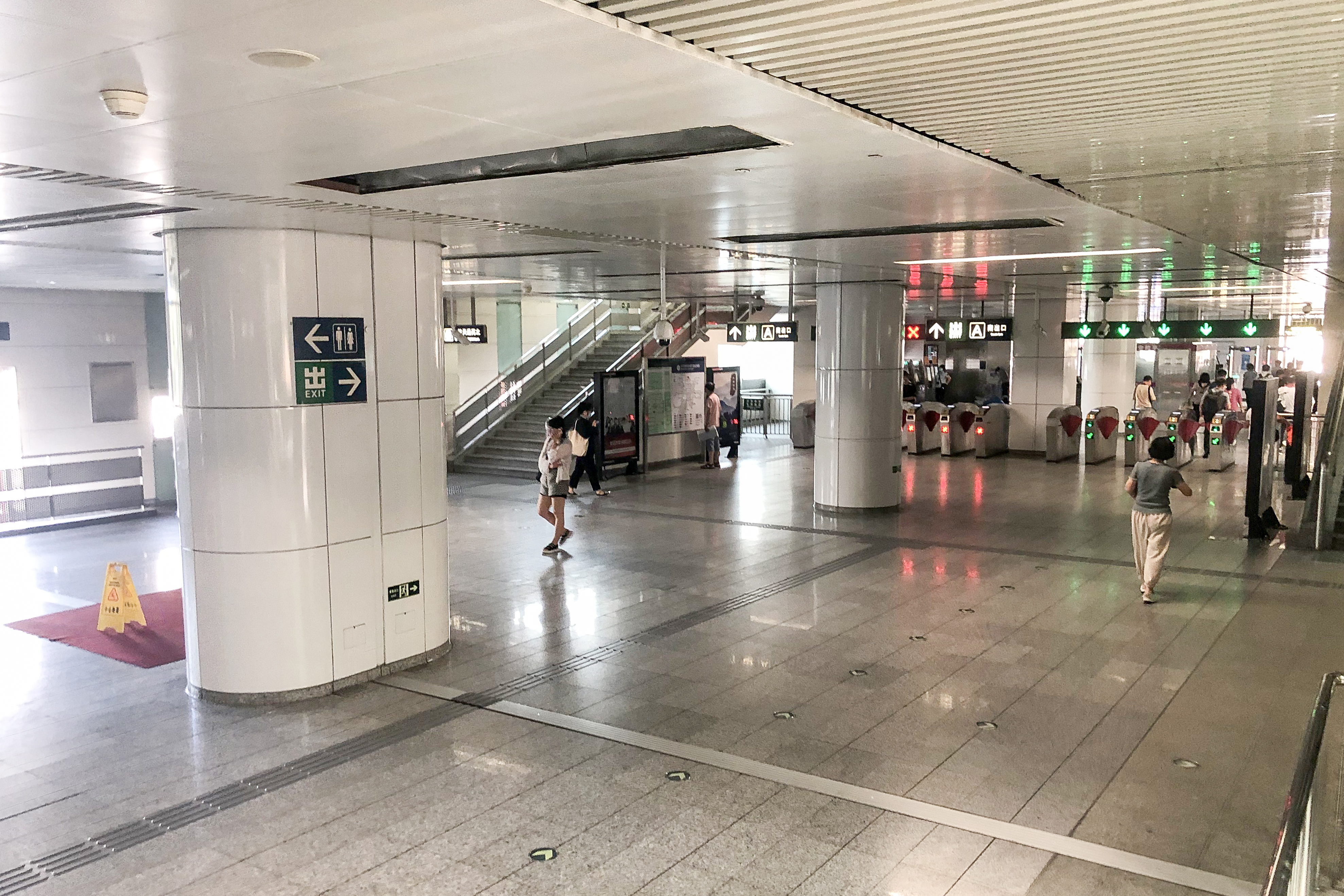
コンコース階

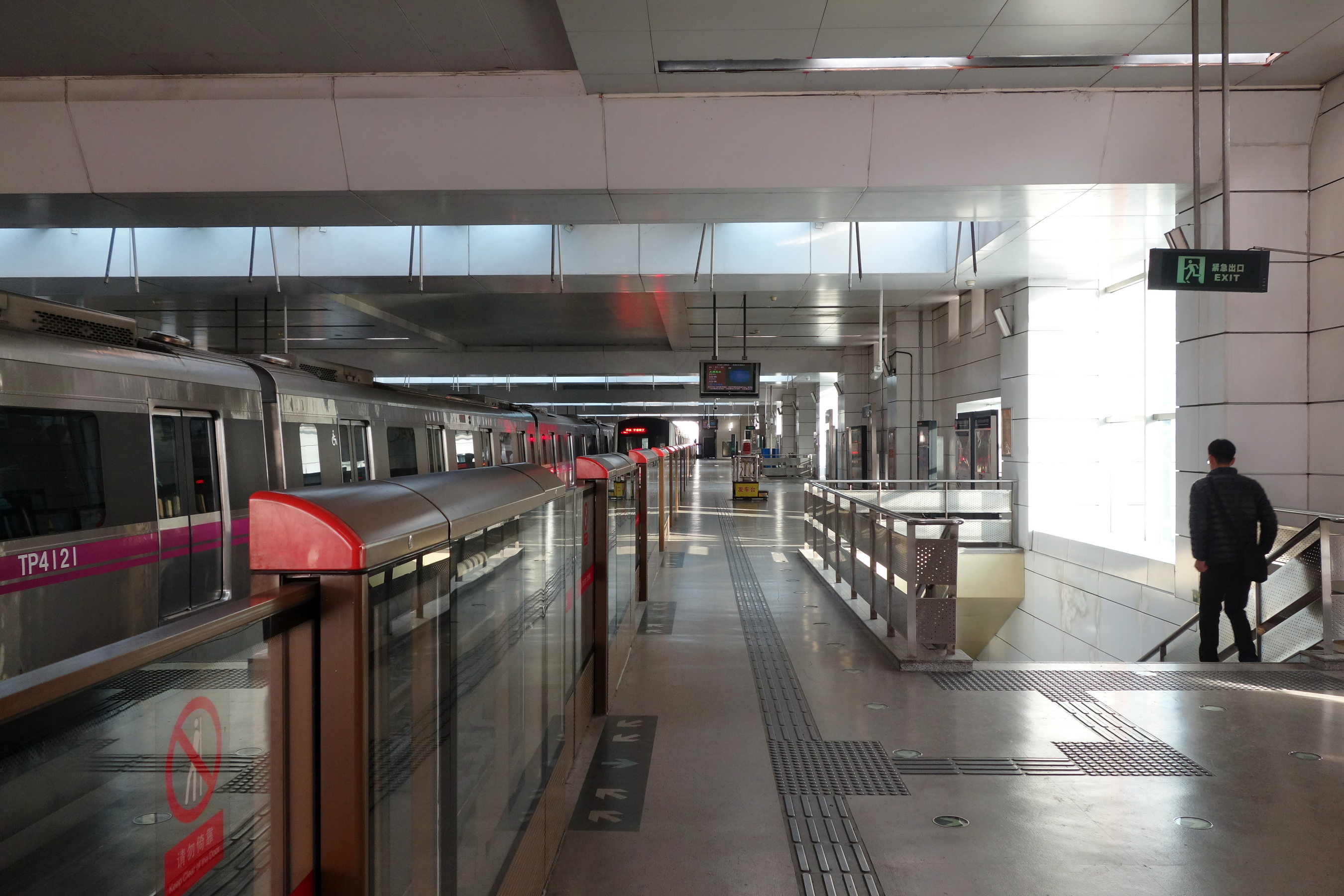
ホーム

相対式ホーム2面2線の高架駅。

## 隣の駅
北京地下鉄
■5号線
天通苑駅 - 天通苑南駅 - 立水橋駅
座標: 北緯40度03分54秒 東経116度24分23秒 / 北緯40.06511度 東経116.40649度